# Дюк Андрій Васильович
Андрій Васильович Дюк (27 травня 1984, с. Долина, Тернопільська область — 9 липня 2022, м. Часів Яр, Донецька область) — український військовослужбовець, солдат 24 ОМБр Збройних сил України, учасник російсько-української війни. Кавалер ордена «За мужність» III ступеня (2023, посмертно).

## Життєпис
Андрій Дюк народився 27 травня 1984 року в селі Долина, нині Теребовлянської громади Тернопільського району Тернопільської области України.
Призваний 25 квітня 2022 року в роту охорони, згодом переведений в 24-ту окрему механізовану бригаду. Кулеметник, солдат 24 ОМБр. Загинув 9 липня 2022 року в м. Часів Яр на Донеччині.

## Нагороди
- орден «За мужність» III ступеня (9 січня 2023, посмертно) — за особисту мужність і самовідданість, виявлені у захисті державного суверенітету та територіальної цілісності України, вірність військовій присязі[1].